# Moacir Bedê
José Moacir Pamplona Bedê Filho ou simplesmente Moacir Bedê (Fortaleza, 4 de janeiro de 1969) é um compositor e instrumentista brasileiro. Músico autodidata, aprendeu violão, guitarra, guitarra baiana, bandolim, cavaquinho, flauta transversal, pífano e flautim. 

## Composições
- Almas
- Aquela flor (com Valdo Aderaldo)
- Balaio de gatas
- Bossa canção
- Dança das aranhas
- Forró do Chicão
- Forró sambado
- Panelada
- Samba novo
- Valsa africana
- Valsa da separação (com Natasha Faria)

## Discografia
- Outros sambas - independente, 2009